# Alliaceae
Classification APG II (2003)
Famille
Classification APG III (2009)
Les Alliacées (Alliaceae) sont une famille de plantes, classée dans l'ordre des Asparagales. Les membres possibles de cette famille sont encore à l'étude et la classification peut encore varier.

## Étymologie
Le nom vient du genre type Allium, ancien nom latin de l'ail. D'après Théis, le mot dériverait du celtique all, « chaud ; acre ; brûlant ».

## Classification
- En classification classique de Cronquist (1981)[2], cette famille n'existait pas et ces plantes étaient assignées à la famille des Liliaceae.

- En classification phylogénétique APG (1998)[3], la famille des Alliacées est une famille de plantes monocotylédones.

- La classification phylogénétique APG II (2003)[4] offre deux options :
  - Alliaceae lato sensu : cette famille inclurait les plantes autrefois assignées aux familles Agapanthaceae et Amaryllidaceae, et comprendrait mille six cents espèces et 75 genres.
  - Alliaceae stricto sensu : cette famille exclurait les plantes assignées aux familles Agapanthaceae et Amaryllidaceae, et comprendrait huit cents espèces et une douzaine de genres.

- En classification phylogénétique APG III (2009)[5] cette famille est invalide et ses genres sont incorporés dans la famille Amaryllidaceae.

- L'Angiosperm Phylogeny Website ne reconnaît pas non plus cette famille et en fait la sous-famille Allieae (en) dans la famille Amaryllidaceae.
- NCBI (3 juin 2010)[6] ne reconnaît pas non plus cette famille et en fait la sous-famille Allioideae dans la famille Amaryllidaceae.

## Description générale
On les trouve généralement dans les régions tempérées chaudes, et subtropicales.

### Les racine et tige
- Cette famille cosmopolite ne comporte que des plantes herbacées vivaces, le plus souvent à bulbe, rarement rhizomateuses.
- La tige est souvent réduite à une hampe nue.

### La feuille
Comme la majorité des monocotylédones, les feuilles sont simples, le plus souvent toutes basales et engainantes, à nervation parallèle. Néanmoins, elles peuvent aussi être caulinaires, linéaires ou ovales-lancéolées. Enfin les feuilles sont généralement sessiles mais peuvent être pétiolées, ou palmées ou pennées. 

### La fleur
Les fleurs sont régulières (actinomorphes).
- Les fleurs sont le plus généralement regroupées en une inflorescence en ombelle, à l'extrémité de la hampe florale souvent nue.
- Le périanthe est formé de six tépales pétaloïdes libres qui ont plus ou moins tendances à se souder.
- Le gynécée est formé de trois carpelles soudés, portant un style. Chaque ovaire est supère et contient un ou plusieurs ovules anatropes ou campylotropes. La placentation est toujours axile.
- L'androcée se compose de six étamines fertiles à filets, appendiculées ou non. Les anthères sont dorsifixes, introrses, à déhiscence longitudinale. Il faut toutefois relever des cas d'étamines stériles, des staminodes, dans certaines espèces.
- Ces plantes sont hermaphrodites.
- Les inflorescences sont généralement parfumées, mais peuvent être inodores.

### Le fruit
- Le fruit est une capsule. Les graines sont albuminées.
- L'embryon peut être droit ou courbé.

## Le genre type
Le genre type est Allium, qui compte un grand nombre d'espèces parmi lesquelles on trouve des espèces cultivées et largement consommées en France : deux légumes : l'oignon, Allium cepa et le poireau, Allium porrum, et des plantes à usage plutôt condimentaire comme l'ail cultivé, Allium sativum ou la ciboulette, Allium schoenoprasum. Parmi les espèces sauvages, on peut citer l'ail des ours, Allium ursinum des sous-bois frais.

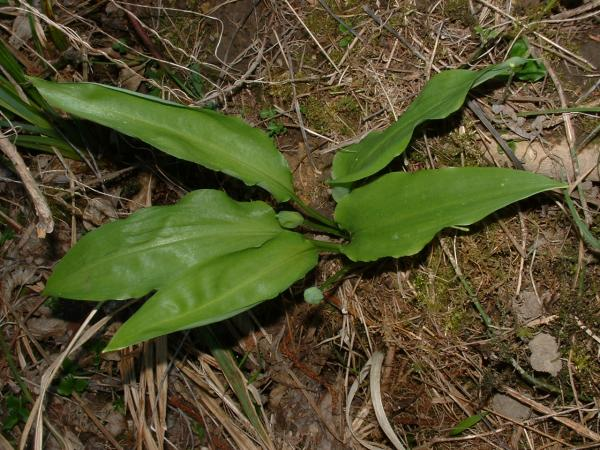
Ail des ours, avant floraison

## Liste des genres
Selon [réf. nécessaire] : 
- Allium
- Ancrumia
- Caloscordum
- Erinna
- Galanthus
- Garaventia
- Gethyum
- Gilliesia
- Ipheion
- Latace
- Leucocoryne
- Miersia
- Milula
- Muilla
- Nectaroscordum
- Nothoscordum
- Solaria
- Speea
- Trichlora
- Tristagma
- Tulbaghia

Néanmoins, comme mentionné précédemment, la place de certains genres dans cette famille n'est pas définitivement attribuée.
Selon DELTA Angio (3 juin 2010) (qui site la classification de Dahlgren et al. 1985) :
- Agapanthus
- Allium
- Ancrumia
- Androstephium
- Behria
- Bessera
- Bloomeria
- Brodiaea
- Dandya
- Dichelostemma
- Diphalangium
- Erinna
- Garaventia
- Gethyum
- Gilliesia
- Ipheion
- Leucocoryne
- Miersia
- Milla
- Milula
- Muilla
- Nectaroscordum
- Nothoscordum
- Pabellonia
- Petronymphe
- Schickendantziella
- Solaria
- Speea
- Trichlora
- Tristagma
- Triteleia
- Triteleiopsis
- Tulbaghia
- Zoellnerallium